# غينادي موروزوف
غينادي موروزوف (مواليد 30 ديسمبر 1962) هو لاعب كرة قدم. لعب مع منتخب الاتحاد السوفييتي لكرة القدم. سبق له أن لعب في كأس العالم لكرة القدم مع منتخب بلاده.

## مسيرته الكروية
لعب غينادي موروزوف خلال مسيرته الاحترافية مع ناديين في أحد عشر موسمًا وسجل خلالها 4 أهداف ضمن 236 مباراة. ولم يفز بأي موسم بالكأس وفاز في موسم واحد بالدوري.
خاض غينادي موروزوف مسيرته مع نادي سبارتاك موسكو في موسم 1980 في المرة الأولى ليلعب معه سبعة مواسم ثم في عامي 1989-1991 ولمدة موسمين، مشاركًا طوالها في 196 مباراة سجل خلالها 3 أهداف. ثم انتقل إلى نادي دينامو موسكو في عامي 1987-1989 ولمدة موسمين، حيث شارك في 40 مباراة سجل خلالها هدفًا واحدًا.

## روابط خارجية
- غينادي موروزوف على موقع الاتحاد الدولي (مؤرشف)  (الإنجليزية)
- غينادي موروزوف على موقع قاعدة بيانات كرة القدم.إي يو (الإنجليزية)
- غينادي موروزوف على موقع ناشيونال فوتبول تيمز (الإنجليزية)